# Арістов Оверкій Борисович
Аверкій Борисович Арістов (10 жовтня 1903, Красний Яр, Астраханська губернія — 11 липня 1973, Відень) — радянський партійно-державний діяч, дипломат. Член ЦК КПРС в 1952—1971 роках. Член Президії ЦК КПРС в 1952—1953 і в 1957—1961 роках, секретар ЦК КПРС у 1952—1953 і у 1955—1960 роках. У 1957—1961 роках заступник голови Бюро ЦК КПРС по РРФСР. Депутат Верховної Ради СРСР 2—5-го скликань у 1946—1962 роках. Кандидат технічних наук, доцент (1939).

## Біографія
Народився у бідній козацькій родині і був другим сином у Бориса Юхимовича і Дар'ї Костянтинівни Аристовых, які проживали в невеликому повітовому містечку Красний Яр Астраханської губернії (нині Астраханської області). З'явився він на світ, судячи по запису в метричній книзі, 10 жовтня 1903 р. (за старим стилем). Через 10 днів, 20 жовтня, священик місцевого Володимирського собору (Собору рівноапостольного князя Володимира) Георгій Переспопов здійснив над немовлям обряд хрещення. Офіційна дата народження — 4 листопада (22 жовтня за старим стилем) 1903 р. з'явилася у другій половині 1930-их років, коли Арістову потрібно було вказувати точну дату народження в численних документах кадрового діловодства. Ймовірно, вона обумовлена тим, що 22 жовтня (за старим стилем) відзначалася пам'ять святого рівноапостольного Оверкія, єпископа Іерапольського, чудотворця.
Сім'я Аристовых, як і більшість красноярських козачих сімей, існувала в основному за рахунок вилову риби. З восьми років, після смерті батька, Аверкій працював за наймом у місцевих ловців. Вчитися доводилося лише взимку, загалом закінчив три класи станичного козачого училища. Після смерті матері в 1916 році, жив і виховувався в родині своєї тітки Мальтини, і разом зі старшим братом намагався започаткувати власний ловецький промисел. Однак при відсутності будь-якої допомоги ззовні брати зазнали невдачі, і знову були змушені найматися до місцевих господарів.
У травні 1919 р. Оверкій Аристов вступив в члени комсомолу (РКСМ). Одночасно з роботою на ловецьких промислах почав брати участь у діяльності Красноярської організації РКСМ. У складі загонів ЧОН бився з бандитськими угрупованнями, що діяли на території Астраханської губернії.
Член ВКП(б) з січня 1921 року.
З березня 1922 року — на комсомольській роботі: обліковець інформаційно-статистичного відділу Астраханського губернського комітету РКСМ, з серпня 1922 року — інструктор Астраханського повітового комітету РКСМ.
У вересні 1922 — травні 1925 рр. навчався на робітничому факультеті в Астрахані і Казані. У Казані одночасно з навчанням працював викладачем суспільствознавства в школі фабрично-заводського учнівства при Казанському заводі імені Леніна. Після закінчення робітфаку вступив на суспільно-економічне відділення Східного педагогічного інституту у місті Казані. Однак у жовтні 1925 року був призваний на службу в Червону армію (РСЧА), служив у місті Баку: працював в бюро партійного колективу полку, керував марксистським гуртком і тимчасово виконував обов'язки політрука роти.
Після демобілізації, з грудня 1926 року на партійній роботі в місті Астрахані: секретар об'єднаного осередку ВКП(б) електростанції і «Міськтрамваю», потім — інструктор, завідувач організаційного відділу райкому ВКП(б), завідувач агітаційно-пропагандистського відділу райкому, виконувач обов'язки секретаря райкому ВКП(б).
З вересня 1928 року — студент металургійного факультету Ленінградського політехнічного інституту. На факультеті крім навчання, працював редактором газети і секретарем осередку ВКП(б). З вересня 1930 року, після поділу політехнічного інституту на галузеві, Арістов — студент факультету чорних металів Ленінградського металургійного інституту. У 1930—1931 рр. обирався секретарем партбюро інституту, з 1930 року був членом Виборзького райкому ВКП(б) Ленінграда, а з 1931 року — кандидатом у члени Ленінградської міської ради. Закінчивши інститут, у березні 1932 року отримав кваліфікацію інженера-металурга за спеціальністю «ливарна справа».
З березня 1932 року працював на Ленінградському центральному чавуно-ливарному заводі «Центроліт» плавильним майстром, старшим майстром, начальником лабораторії, заступником технічного директора заводу. Одночасно на запрошення директора Ленінградського металургійного інституту Шрейбера викладав в інституті. У зв'язку з різким погіршенням стану здоров'я на ґрунті перевтоми на початку 1934 року зосередився на науково-викладацькій роботі в Ленінградському металургійному інституті.
З січня 1934 року — асистент кафедри ливарної справи і помічник декана факультету чорних металів Ленінградського металургійного інституту. З червня 1934 року — асистент кафедри ливарної справи і заступник декана металургійного факультету Ленінградського індустріального інституту. З жовтня 1935 року — в Уральському індустріальному інституті (місто Свердловськ) на кафедрі ливарної справи металургійного факультету асистент, а з травня 1939 року — доцент. Одночасно в лютому 1938 — грудні 1939 рр. очолював Уральський будинок техніки. У квітні 1939 р. в Уральському індустріальному інституті захистив дисертацію на здобуття наукового ступеня кандидата технічних наук за темою: «Отримання маловуглеродистого чавуну з вагранки». У травні 1939 року рішенням Вищої атестаційної комісії затверджений у вченому званні доцента.
З грудня 1939 року — завідувач промислового відділу Свердловського обласного комітету ВКП(б). У серпні 1940 року був затверджений 3-м секретарем Свердловського обласного комітету ВКП(б), у березні 1941 року — секретарем з чорної металургії, в лютому 1942 року — знову 3-м секретарем, але вже в березні того ж 1942 року — 2-м секретарем Свердловського обласного комітету ВКП(б).
У вересні 1943 року рішенням Секретаріату ЦК ВКП(б) Арістов був направлений у новостворену Кемеровську область. З 21 вересня 1943 по 28 липня 1944 року — 2-й секретар Кемеровського обласного комітету ВКП(б).
У липні 1944 р. рішенням Політбюро ЦК ВКП(б)затверджений 1-м секретарем Красноярського крайового комітету ВКП(б). Одночасно був призначений 1-м секретарем Красноярського міськкому ВКП(б).
У лютому 1950 року рішенням Політбюро ЦК ВКП(б) Аристов був затверджений 1-м секретарем Челябінського обласного комітету ВКП(б), на цій посаді він перебував до жовтня 1952 р.
На XIX з'їзді ВКП(б) в жовтні 1952 року Аристов був вперше обраний членом ЦК і потім введений Сталіним до складу членів Президії ЦК КПРС, затверджений секретарем ЦК КПРС і одночасно (з 27 жовтня 1952) завідувачем відділу партійних, профспілкових і комсомольських органів ЦК КПРС.
У результаті конфліктів з секретарем ЦК КПРС Маленковим після смерті Сталіна Аристов був позбавлений усіх посад в Москві і з 7 квітня 1953 року працював головою Хабаровського крайвиконкому. 20 січня 1954 року призначений 1-м секретарем Хабаровського крайового комітету КПРС. У Хабаровську працював до 19 липня 1955 року, коли знову отримав високу посаду у Москві.
12 липня 1955 — 4 травня 1960 року — секретар ЦК КПРС. У 1955—1957 рр. у сферу його компетенції входило курування відділу адміністративних органів ЦК КПРС, контролював роботу КДБ, МВС, судової системи, прокуратури, а також Збройні сили. Керував процесом реабілітації засуджених за політичні злочини, входив у створену за пропозицією Хрущова робочу комісію з відтворення загальної картини репресій 1930-х рр., звіт якої Хрущов використав у секретній доповіді на XX з'їзді КПРС. У червні 1957 року підтримав Хрущова у боротьбі з так званою «антипартійною групою» і був введений до складу членів Президії ЦК КПРС. 29 червня 1957 року був затверджений заступником голови Бюро ЦК КПРС по РРФСР (фактично був керівником РРФСР по партійній лінії).
20 січня 1961 року Арістов був знятий з посади заступника голови Бюро ЦК КПРС по РРФСР і затверджений заступником голови Державної науково-економічної ради Ради Міністрів СРСР.
14 лютого 1961 — 10 березня 1971 року — надзвичайний і повноважний посол СРСР у Польській Народній Республіці. На XXII з'їзді КПРС був обраний членом ЦК КПРС, але в новий склад Президії ЦК КПРС передбачувано не увійшов. У березні 1971 року Арістов був звільнений від обов'язків посла в Польщі і переведений в резерв Міністерства закордонних справ СРСР.
20 вересня 1971 — 11 липня 1973 року — надзвичайний і повноважний посол СРСР у Австрійській Республіці. Раптово помер 11 липня 1973 р. у своїй резиденції під Віднем. Похований на Новодівочому цвинтарі у Москві.

## Нагороди
- три ордени Леніна (1949, 1953, 1963)
- три ордени Трудового Червоного Прапора (1942, 1966, 1971)
- орден Червоної Зірки (1943)
- медалі